# Peintre et acheteur
Peintre et acheteur ((de)Maler und Käufer) est un dessin à la plume de Pieter Bruegel l'Ancien réalisé vers 1565. Il est exposé au  Palais Albertina de Vienne. Un autre titre est Artiste et connaisseur. ((de) Künstler und Kenner).

## Description et exécution
Le peintre tient dans sa main droite un pinceau et regarde sur la gauche sans doute l'objet qu'il peint. Un deuxième homme regarde par-dessus son épaule la peinture en cours de réalisation. Celle-ci est cachée au spectateur. Bruegel se limite à la présentation de deux hommes dissemblables: le peintre dessiné de façon détaillée avec les cheveux épars, les sourcils broussailleux et la barbe hirsute et les contours plus vagues du spectateur derrière lui avec un binocle, un vilain nez et la bouche légèrement ouverte

## Signification
Au Moyen Age, les artistes étaient dans une solide tradition artisanale, dont les maîtres d'ouvrage étaient l'église, la noblesse ou tard, la bourgeoisie. La représentation de l'artiste et de l'acheteur, ou plutôt de l'amateur reflète le nouveau concept humaniste d'un art où l'artiste dépend du jugement subjectif d'un connaisseur.
On ne sait s'il s'agit d'un autoportrait ; il est possible aussi que ce soit un portrait de Hieronymus Bosch dont les travaux avaient impressionné le jeune Bruegel qui avait réalisé une série de dessins dans style fantastique de Bosch. Un exemple est le dessin Les grands poissons mangent les petits  de 1556